# کاخ اردشیر بابکان
کاخ اردشیر بابکان یا کاخ اردشیر پاپکان که به آتشکدهٔ اردشیر نیز معروف است، قلعه‌ای است که در نزدیکی فیروزآباد استان فارس، در دامنهٔ کوهی در نزدیکی قلعه دختر واقع شده و در سال ۲۲۴ پس از میلاد به دستور اردشیر بابکان بنیان‌گذار شاهنشاهی ساسانی ساخته شده است. این قلعه در دو کیلومتری شمال شهر باستانی گور قرار دارد. شهر باستانی که کاخ در آن قرار دارد، پس از این‌که اردشیر با سرنگونی اردوان، آخرین پادشاه اشکانی، شاهنشاهی ساسانی را تأسیس کرد، به «پروز» (پیروز) تغییر نام داد. پس از حملهٔ اعراب به ایران، اعراب پیروز را فیروز نامیدند و این نام، باقی ماند. شهر کنونی فیروزآباد از این رو در تاریخ ایران از اهمیت بالایی برخوردار است.
این سازه شامل سه گنبد است و کمی بزرگ‌تر و باشکوه‌تر از بنای مشابه خود، قلعه دختر است. به‌نظر می‌رسد که این محوطه به‌جای این‌که یک بنای مستحکم برای اهداف دفاعی باشد، برای نمایش تصویر سلطنتی اردشیر بابکان طراحی شده است. به همین دلیل است که شاید بهتر باشد این بنا را «کاخ» بدانیم تا «قلعه»، هرچند که در اطراف آن دیوارهای عظیمی (دوبرابر ضخامت دیوارهای قلعه دختر) دارد و یک بنای محدود است. با توجه به نوع طراحی و معماری، به‌نظر می‌رسد این کاخ، بیشتر مکانی برای اجتماعاتی بوده است که در آن میهمانان، با تاج‌وتخت پادشاهی آشنا می‌شده‌اند.

## ویژگی‌های معماری

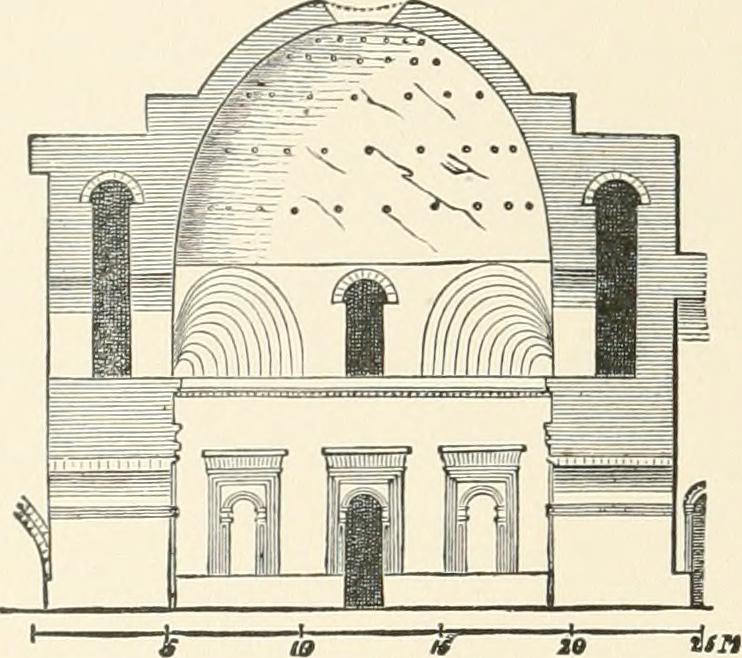
طرحی از نمای درونی (۱۹۰۵)

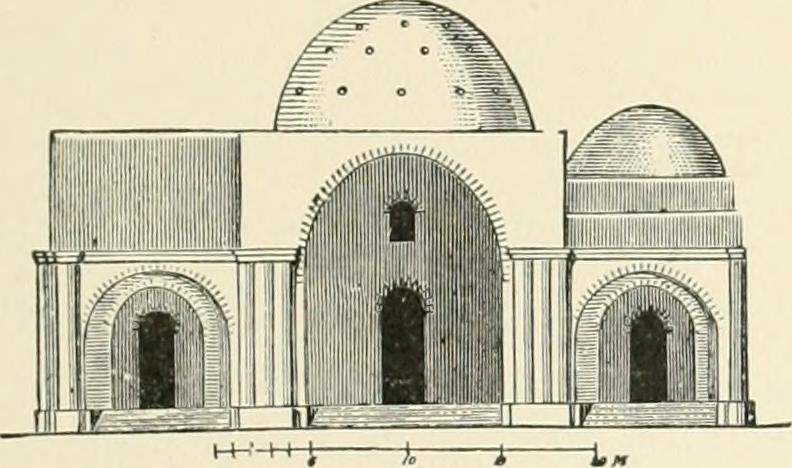
طرحی از نمای بیرونی (۱۹۰۵)

این کاخ دارای تالارهای تو در تو است و با گذشت ۱۸۰۰ سال گچ‌بری بخش بالای دیوارهای درونی آن همچنان بدون آسیب مانده است. در ضلع شرقی کاخ، چهار ساختمان گنبدی شکل سترگ وجود دارد، این گنبدها به وسیلهٔ فیل‌پوش بالا رفته که مشابه آن در قلعه دختر (قلعه اردشیر) دیده می‌شود. قسمتی از نوک سقف گنبدها در دایره‌ای به قطر یک متر باز است. در ضلع شمالی بیرون از دیوار کاخ نیز چشمه‌ای از دل خاک می‌جوشد و استخری طبیعی جلوی این چشمه به پدیدار شده است. رودی از کنار دیوار شرقی کاخ گذر می‌کند که زمینه‌ساز آبادانی شهر گور و کاخ ساسانی بوده است. کمی بالاتر از کاخ آتشدانی برای برگزاری آیین‌های دینی وجود دارد. وجود چهار عنصر طبیعی آب، باد، خاک و آتش برجستگی ویژه‌ای را به این منطقه بخشیده است.
کاخ از چند قسمت تشکیل شده بود. در شمال شرقی یک طاق بزرگ (ایوان) وجود داشت که به باغی با حوض (دولین) باز می‌شد. این نما احتمالاً شبیه کاخ اشکانی در تیسفون بوده است. در پشت ایوان شمال شرقی، دو - در اصل سه - اتاق بزرگ با گنبد و به دنبال آن یک بارگاه بزرگ در جنوب غربی که توسط اتاق‌های مسکونی زیادی احاطه شده بود، خواهید دید. طول کل مجموعه بیش از صد متر (به‌طور دقیق ۱۰۴) و عرض پنجاه و پنج متر بود. دیوارها با گچبری تزیین شده بود که از معماری تخت جمشید الهام گرفته شده بود. دیوارهای نگهدارنده گاهی بیش از چهار متر عرض دارند که قابل درک است زیرا در طبقه اول راهروها و گالری‌هایی وجود داشت که امکان گردش در اطراف گنبدها را فراهم می‌کرد. اینها قدیمی‌ترین نمونه‌های این نوع معماری در ایران هستند. این امکان وجود دارد - شاید حتی احتمال - که آنها از الگوهای غربی الهام گرفته شده باشند. با این حال، برخلاف اکثر گنبدهای رومی در این عصر، گنبدهای کاخ فیروزآباد از بتن نبود، بلکه آجری بود. از نظر تاریخ معماری، آنها از مثلاً پانتئون رم پیشرفته تر هستند.

## وضعیت کنونی
کاخ اردشیر بابکان در جلسهٔ ۳۰ ژوئن ۲۰۱۸ کمیتهٔ میراث جهانی یونسکو در کنار هفت اثر باستانی دیگر از سه منطقهٔ باستانی فیروزآباد، بیشاپور و سروستان با عنوان کلی چشم‌انداز باستان‌شناسی ساسانی منطقهٔ فارس در فهرست میراث جهانی یونسکو به‌ثبت رسید.
در آذر ۱۳۹۹ در پی جاری شدن سیل، این کاخ در خطر آب‌گرفتگی قرار گرفت و حصارهای کاخ در اثر سیل تخریب شده‌اند.

## نام‌گذاری
به انگیزه جای گرفتن این کاخ در کنار چشمه «قمپ آتشکده» آن را آتشکده فیروزآباد نیز می‌نامند.

## نگارخانه

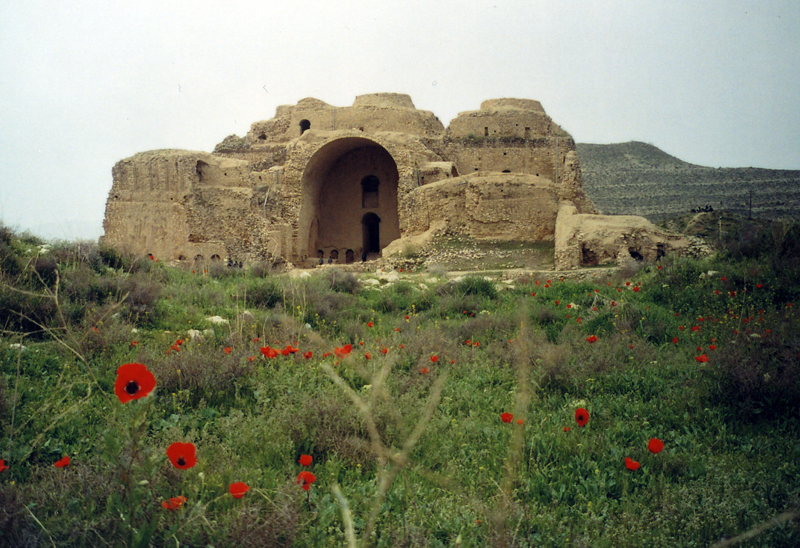
کاخ اردشیر بابکان
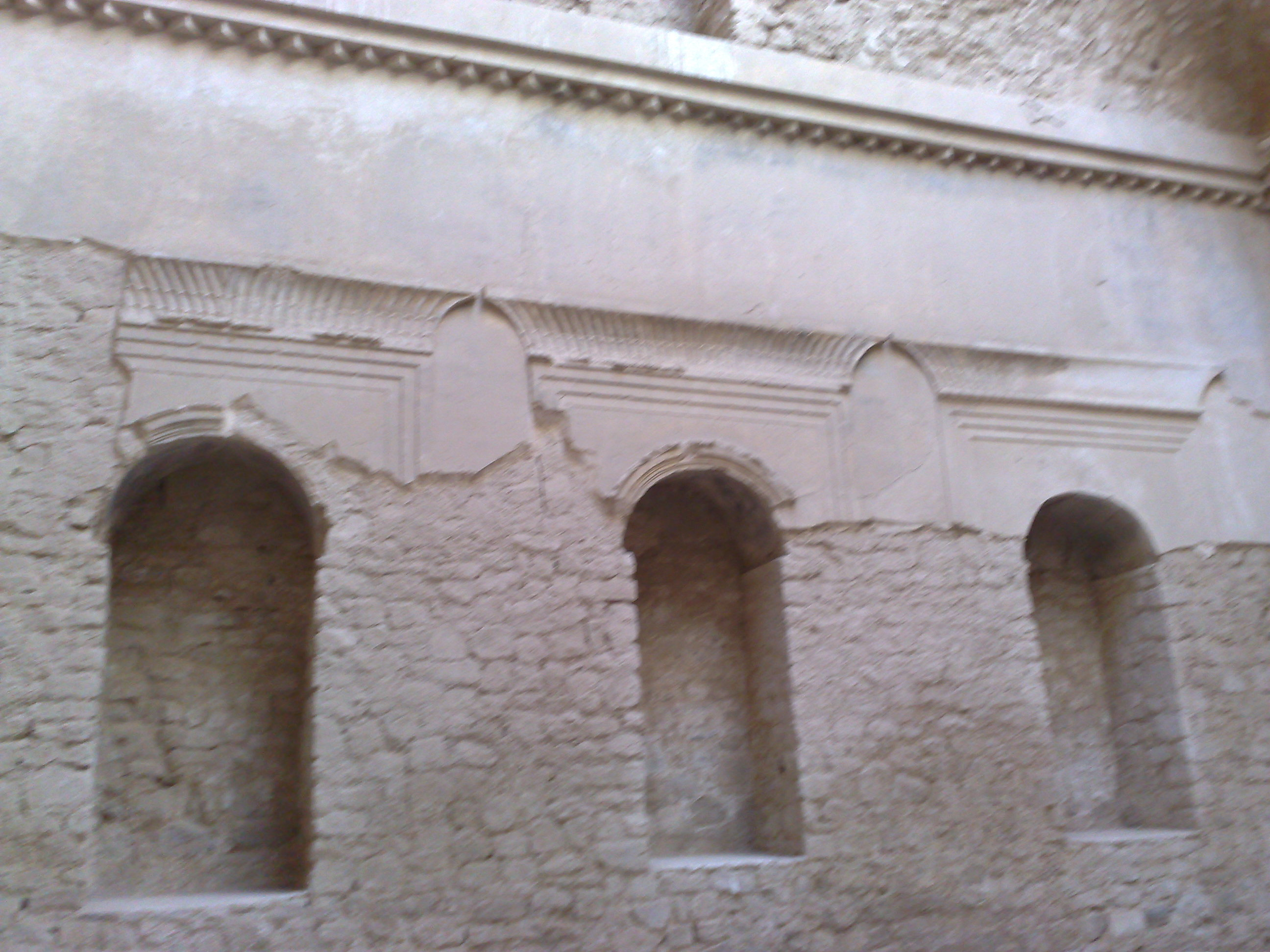
نمای درونی کاخ
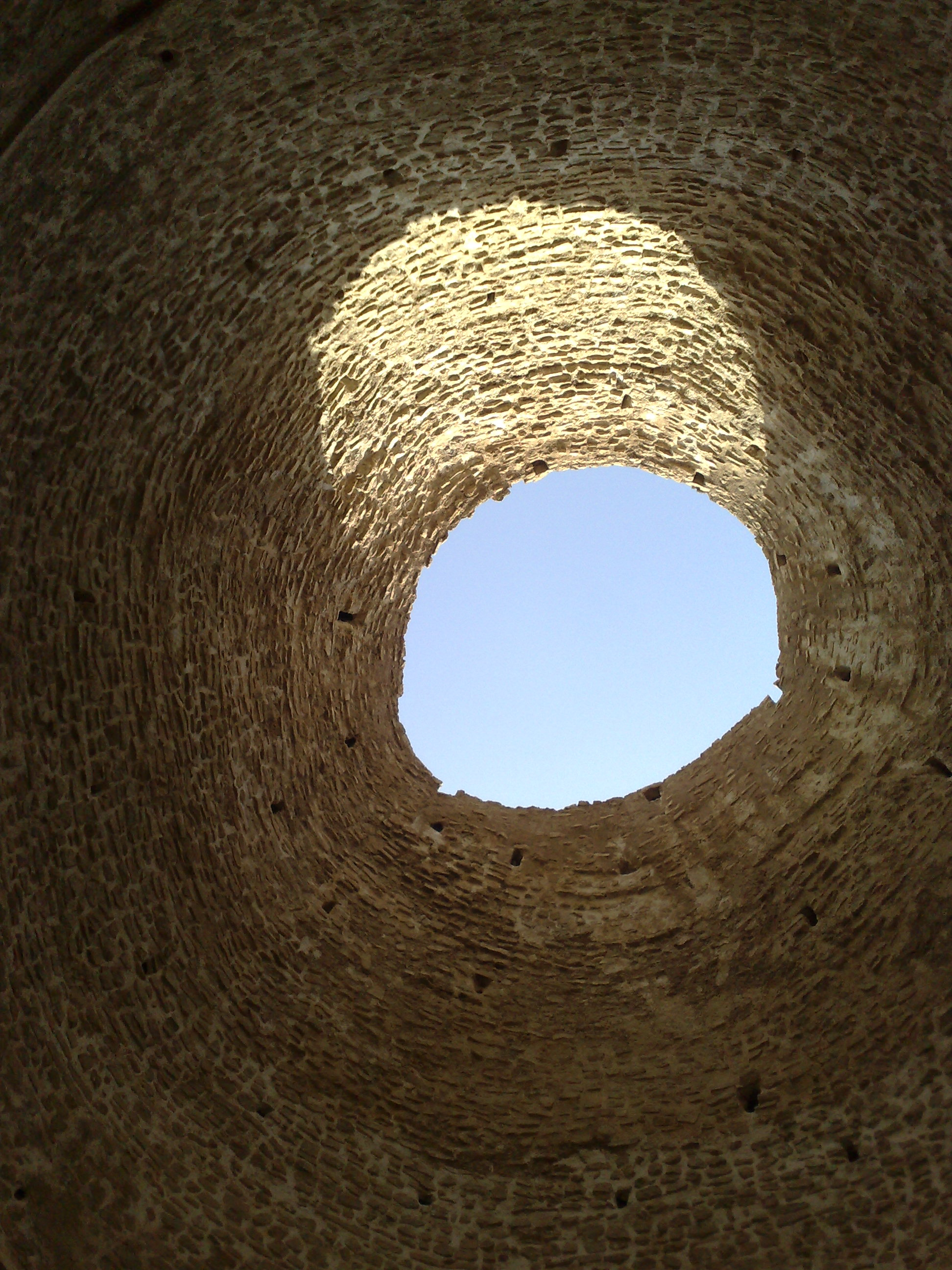
درون کاخ
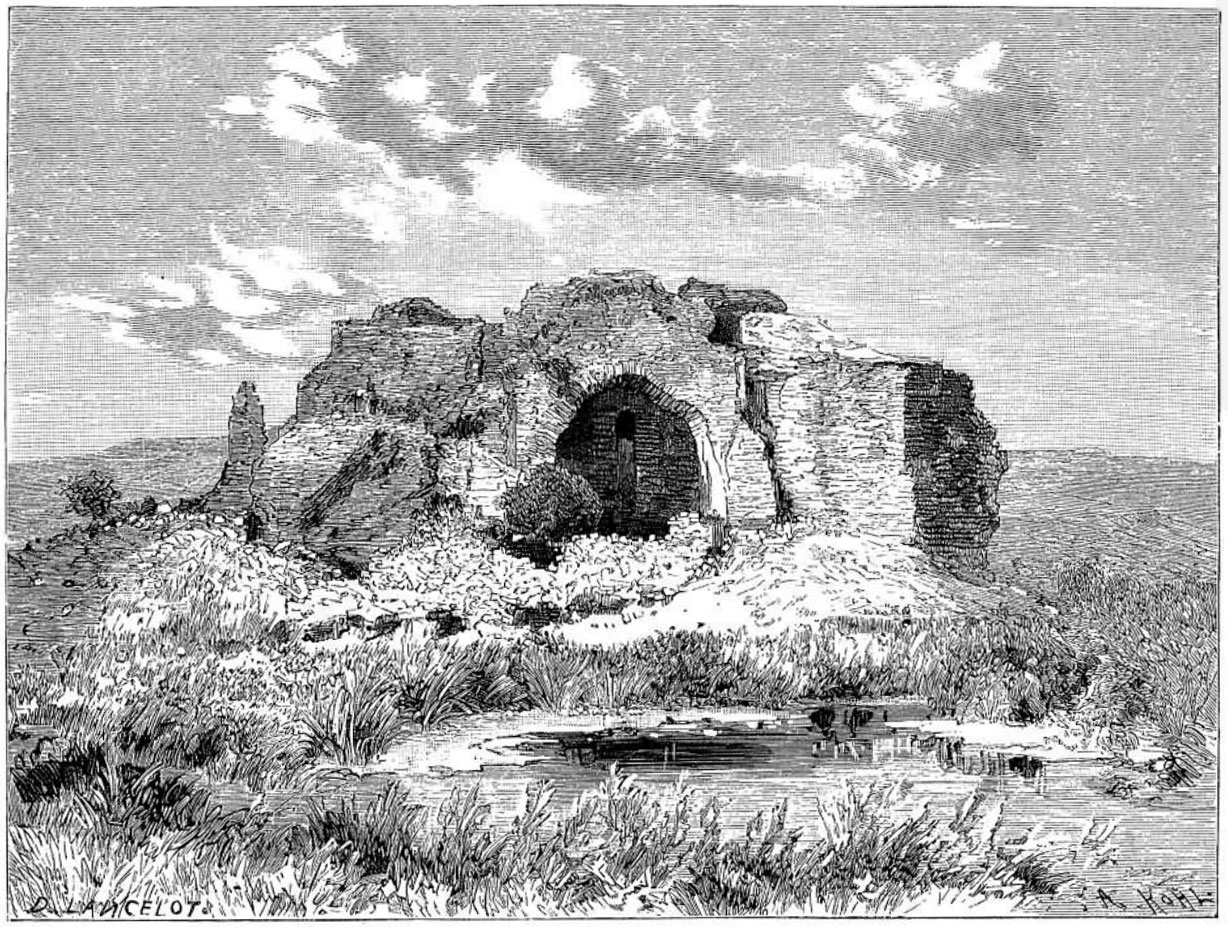
کاخ اردشیر بابکان اثر ژان دیولافوا
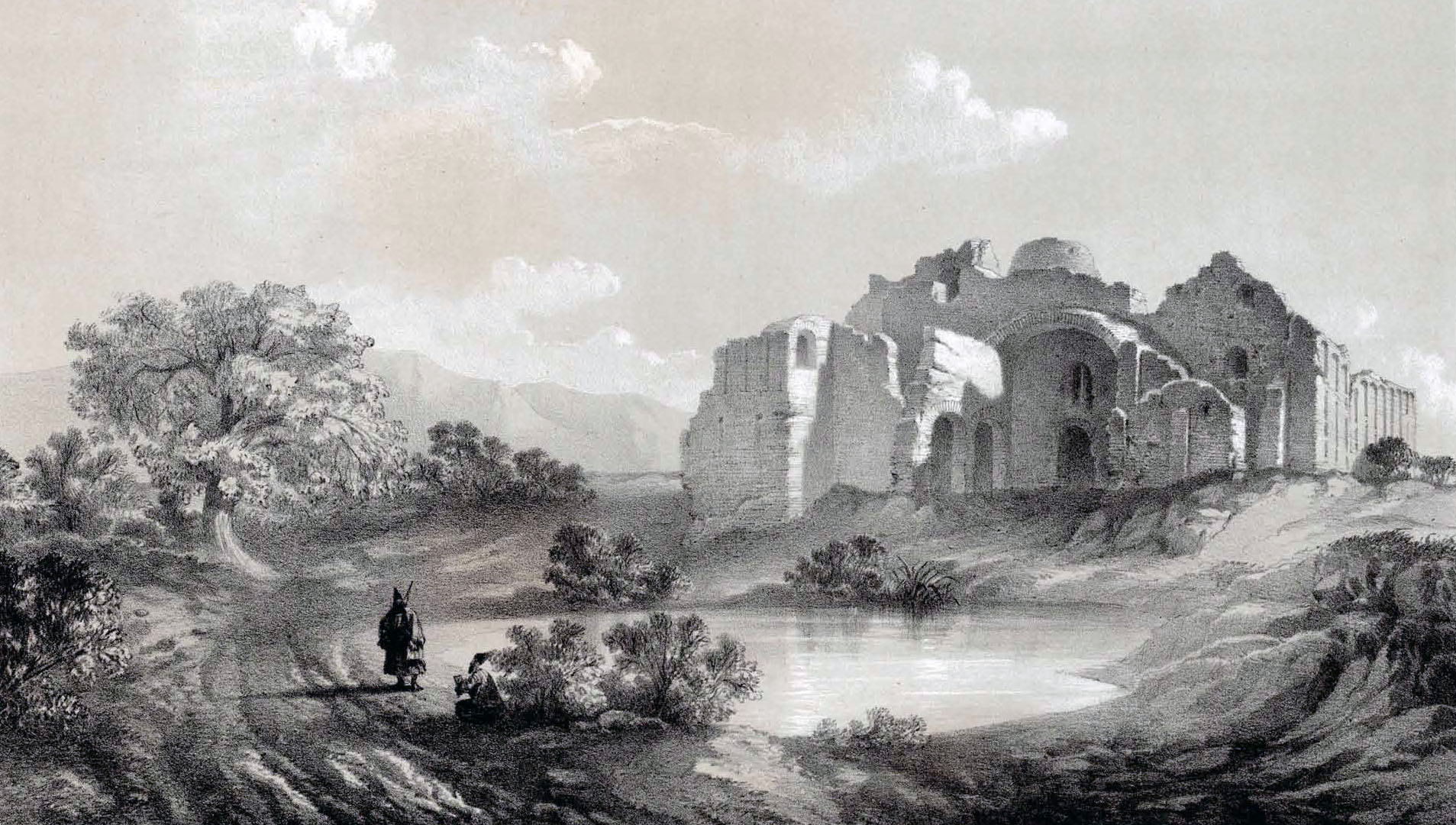
نقاشی کاخ اردشیر بابکان اثر اوژن فلاندن
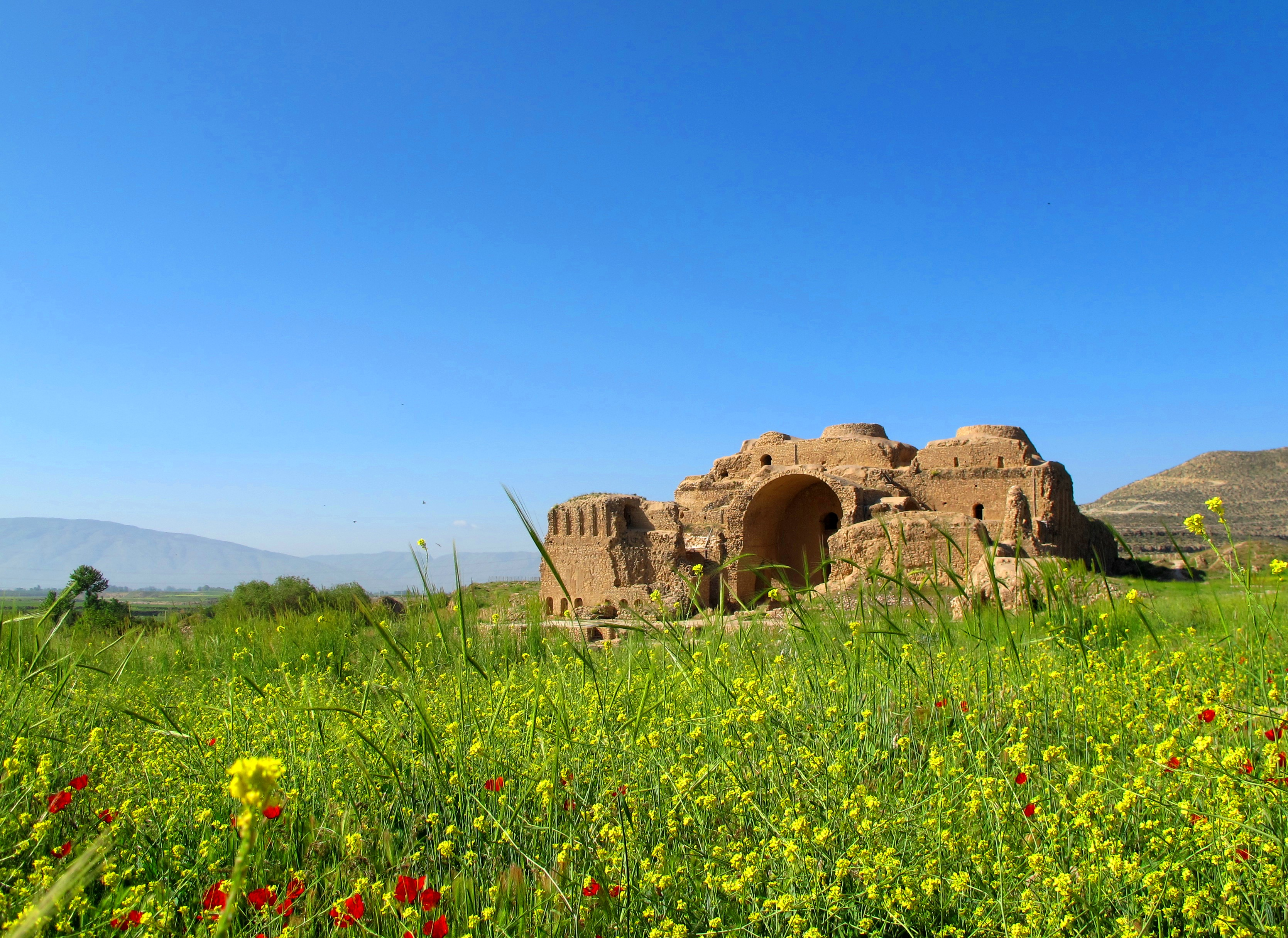
نمای بیرونی کاخ
نمای از بالا